# Europese kampioenschappen schaatsen allround
De Europese kampioenschappen schaatsen voor allrounders zijn twee toernooien, een voor de mannen en een voor de vrouwen, die elk jaar door de Internationale Schaatsunie (ISU) worden georganiseerd, meestal in de maand januari. Vanaf 1990 wordt het EK voor mannen en vrouwen in hetzelfde weekend en op dezelfde ijsbaan gehouden.
Het toernooi diende tussen 1999 en 2014 ook als kwalificatie voor de WK Allround, zij het dat het de landen en niet de rijders waren die de startplaatsen kregen toebedeeld; ze hebben de mogelijkheid een andere rijder in te zetten. Sinds 2015 gaat plaatsing voor de WK allround via de wereldbeker.

## Afvaardiging
Plaatsing voor de EK allround gaat via de eerste vier wereldbekerwedstrijden aan het einde van het voorgaande kalenderjaar. Er wordt een klassement opgesteld van rijders die zowel de 1500 meter, als de 3000 meter (vrouwen) of de 5000 meter (mannen) hebben gereden. De eerste 24 verdienen een plaats voor hun land op het EK.
Voorheen was het zo dat elk Europees land dat bij de was ISU aangesloten, één deelnemer per kampioenschap mocht afvaardigen (mits deze schaatser aan de gestelde tijdlimiet had voldaan). Eventuele extra startplaatsen voor een land waren dan verdiend op de voorgaande editie van de kampioenschappen. Nog eerder hebben in het verleden andere verschillende criteria gegolden.
De kampioenschappen zijn klassementswedstrijden. De tijden op de vier te schaatsen afstanden worden omgezet naar tijden over 500 meter (de tijd over 5000 meter wordt bijvoorbeeld door 10 gedeeld), en de rijder bij wie de vier omgezette tijden opgeteld het laagst zijn, is de winnaar.

## Vierkamp
Tijdens het toernooi wordt de grote vierkamp verreden. De afstanden die verreden worden in het mannentoernooi zijn de 500, 1500, 5000 en 10.000 meter. Voor het vrouwentoernooi zijn dit de 500, 1500, 3000 en 5000 meter. Tot en met 1982 reden de vrouwen de kleine vierkamp, de 500, 1000, 1500 en 3000 meter.
Op het ISU-congres in Dublin werd op 12 juni 2014 met grote meerderheid besloten om vanaf seizoen 2016-2017 een kleine vierkamp te rijden, waarbij de langste afstand ingeruild zou worden voor de 1000 meter. Ook zouden er afstandstitels worden gegeven en zouden de massastart en ploegenachtervolging toegevoegd aan het programma worden. Dit besluit werd in Dubrovnik op 8 juni 2016 teruggedraaid voordat het daadwerkelijk in was gegaan. Het toernooi is nu sinds 2016-2017 om en om een allround-/sprinttoernooi en een afstandentoernooi.

## Historie
De Duitse en Oostenrijkse schaatsbond, verenigd in de "Deutscher und Österreichischer Eislaufverband", organiseerden zowel het eerste EK Schaatsen als het eerste EK Kunstschaatsen (beide alleen voor mannen) in 1891 in Hamburg, Duitsland. In 1892 organiseerden ze de tweede editie van beide kampioenschappen in Wenen. Na de oprichting van de Internationale Schaatsunie (ISU) in 1892 nam deze bond de organisatie over. De eerste editie onder ISU vlag werd in 1893 in Berlijn verreden.
Tot 1896 werden slechts drie afstanden verreden (500, 1500 en 5000 meter). Vanaf 1896 kwam de 10.000 meter daarbij. In de periode van 1936 tot 1947 werd in plaats van de 10.000 meter de 3000 meter gereden. Het EK allround voor mannen is elk jaar verreden met uitzondering van de jaren rond en tijdens de wereldoorlogen. De eerste Europees kampioen was de Oostenrijker Franz Schilling in 1892, de Zweed Rudolf Ericson was in 1893 de eerste kampioen onder ISU vlag.
Na 67 edities voor de mannen, streden de vrouwen in 1970 voor het eerst om de Europese titel. Het eerste EK allround voor vrouwen werd in Heerenveen verreden. De eerste Europees kampioene was Nina Statkevitsj uit de Sovjet-Unie. De Nederlanders Stien Kaiser, Ans Schut en Atje Keulen-Deelstra werden respectievelijk 2e, 3e en 4e. In 1975 verdween het EK tijdelijk van het programma vanwege gebrek aan interesse. Vanaf 1981 tot heden werd het EK elk jaar verreden. Met ingang van 2017 wordt het allrounden gecombineerd met een sprinttoernooi: in het seizoen voor en na de Olympische Spelen een gecombineerd EK sprint en allround en in de overige jaren worden dan de EK Afstanden verreden, zonder de 5 (vrouwen) en 10 kilometer (mannen).